# Joan Turu Sánchez
Joan Turu Sánchez   (Sant Just Desvern, 1984) és un il·lustrador català, va estudiar il·lustració a l'escola d'art de Manresa i també va fer magisteri. Artista actual vinculat al món educatiu, la defensa de la llengua catalana i als valors humans que transmeten les seves obres.

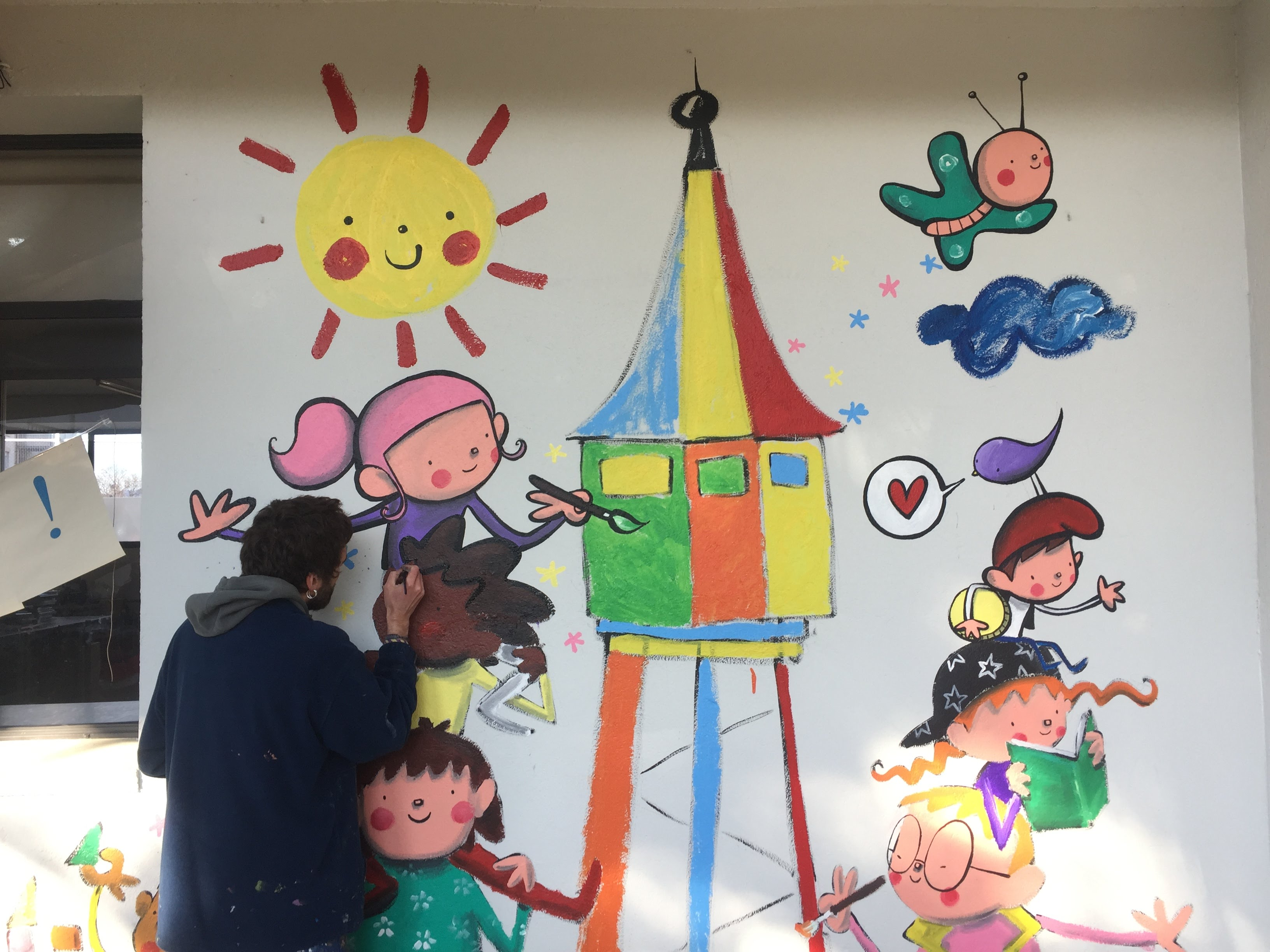
Mural a l'Escola Samuntada (Sabadell).

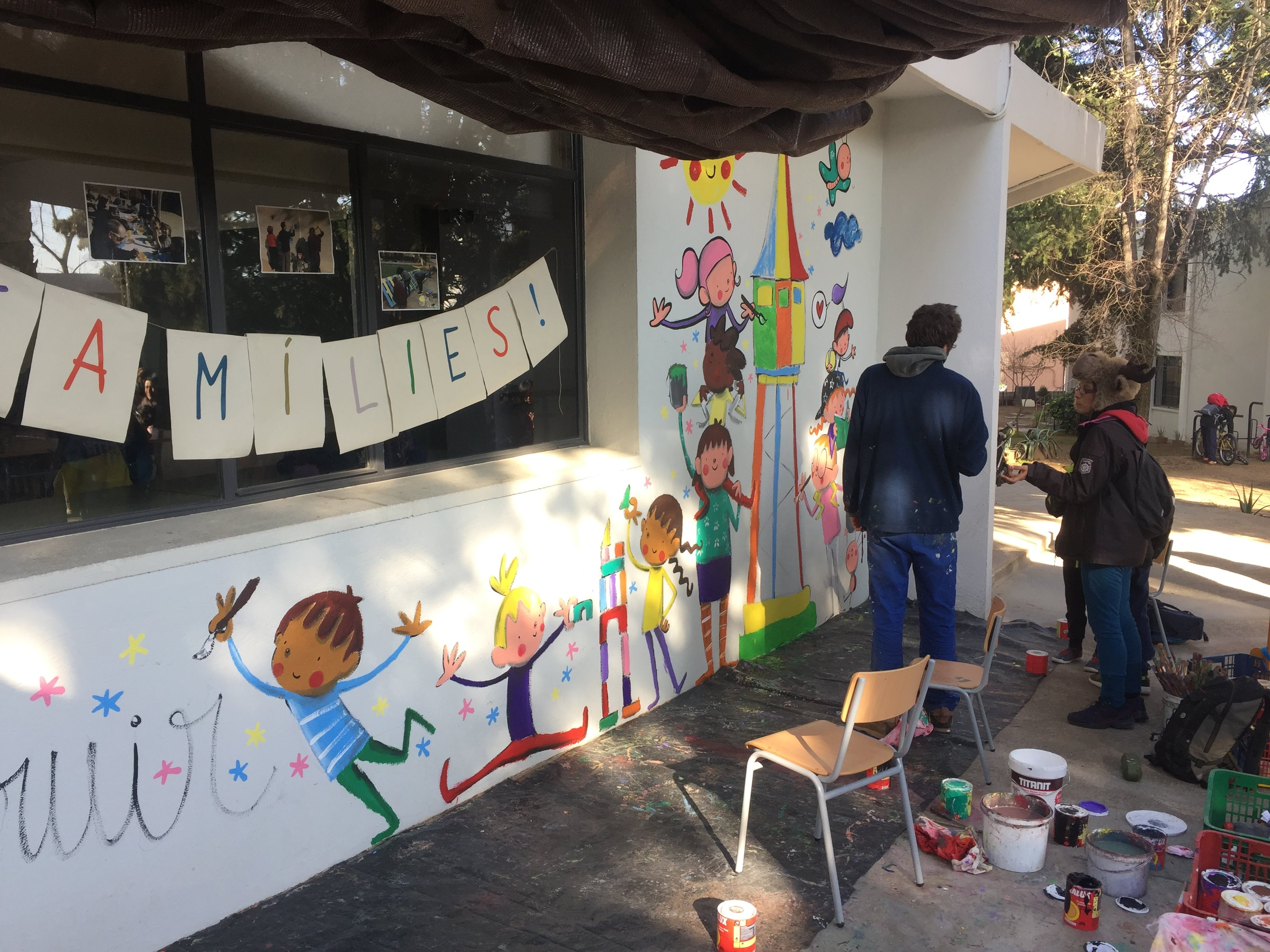
En Joan Turu a l'Escola Samuntada (Sabadell)

Segons declaracions seves en entrevista, de ben petit va mostrar el seu esperit crític i la voluntat de canviar el món per millorar-lo, amb opinions contràries al servei militar i la violència a l'esport, per exemple. La seva família el va educar en la creativitat, l'espiritualitat i la protesta. El seu pare va ser torturat i empresonat per la policia durant el franquisme i la seva mare era una sindicalista activa a la fàbrica on treballava.
Joan Turu ha pintat, a Catalunya, més de 100 murals a les escoles, amb la participació de la canalla. El seu art ha estat definit com a «inconfusible, creatiu i alegre», i forma part d'una generació compromesa amb una nova masculinitat i paternitat més conscients.

## Publicacions destacades
- Tinc un volcà, Joan Turu i Míriam Tirado (setembre, 2018). Va ser un dels llibres infantils més venuts al Sant Jordi 2019.[4]
- Drets i deures dels nens, César Bona i Joan Turu (2019).[5]
- R-boot>3, Joan Turu (juny, 2020).[6]
- El cercle, Joan Turu i Míriam Tirado (octubre, 2021).[7]
- Els homes plorem, Joan Turu (novembre, 2021).[8][9]
- La princesa, el drac i el cavaller desarmat, Joan Turu (març, 2022).[10]
- El meu papa més, Fran Pintadero i Joan Turu (setembre, 2022).[11]